# Tetramethylthiuram sulfide
Tetramethylthiuram sulfide là một hợp chất hữu cơ chứa lưu huỳnh có công thức hóa học là ((CH3)2NCS)2S. Nó là chất rắn màu vàng có thể hòa tan trong dung môi hữu cơ. Nó là một trong những hợp chất của nhóm tetraalkylthiuram sulfide. Tetramethylthiuram sulfide được sử dụng như một chất hoạt hóa trong quá trình lưu hóa lưu huỳnh của cao su tự nhiên và cao su butyl.

## Cấu trúc
Theo tinh thể học tia X, phân tử bao gồm hai nhóm (CH3)2NCS nối với nhau bằng một nguyên tử lưu huỳnh. Các góc nhị diện giữa hai nhóm (CH3)2NCS gần bằng 90°.

## Tổng hợp
Tetramethylthiuram sulfide được điều chế bằng cách khử thiram với triphenylphosphine hoặc cyanide:
(Me2NCSS)2 + PPh3 → (Me2NCS)2S + SPPh3